# Chiesa di San Giovanni Battista (San Bonifacio)
La chiesa di San Giovanni Battista è la chiesa parrocchiale di Locara, frazione di San Bonifacio in provincia di Verona e diocesi di Vicenza; fa parte del vicariato di San Bonifacio-Montecchia di Crosara.

## Storia
In una bolla pontificia di Papa Lucio III del 1185 viene citata per la prima volta la chiesa di San Giovanni Battista in Locara con le sue pertinenze. Essa risulta essere dipendente dall’Abbazia di San Pietro in Villanova, come confermato da un diploma dell’Imperatore Enrico VI di Svevia nel 1193.
La prima mappa a mostrare l’area dell’attuale Locara risale a metà del XV secolo e la chiesa appare già strutturata, al centro del paese, attorniata da case di proprietà della famiglia Cavalli, nonché la viabilità corrisponde a quella odierna. L’edificio di culto risulta essere ad unica navata, con un rosone in facciata, un alto campanile vicino all’abside e, forse, con vicina la canonica sul lato settentrionale.
Intorno al 1750 fu costruita una chiesa utilizzando le strutture di quella quattrocentesca. Pure il campanile si trova nella stessa posizione del precedente. L’edificio sacro, uno degli ultimi esempi di architettura barocca nel veronese, non è più utilizzato per il culto.
I lavori per una nuova chiesa, più grande della precedente, collocata a settentrione rispetto a quella settecentesca, iniziarono nel 1875 mentre era parroco don Pietro Pontalto e su progetto del veronese don Angelo Gottardi. Non è noto il motivo per cui, subito dopo l’inizio delle attività, si decise di abbandonare il progetto del Gottardi, ma si dovette aspettare il 1906 per la ripresa dei lavori con il nuovo progetto del vicentino Gerardo Marchioro, nel 1910 fu completata la facciata e nel 1911 fu benedetta dal parroco don Eugenio Guiotto.

La chiesa fu consacrata dal Vescovo di Vicenza Ferdinando Rodolfi nel 1927, come ricorda la lapide nel presbiterio.
Alcuni anni fa è stata realizzata la grande piazza pavimentata di fronte alle due chiese

## Descrizione

### Esterno
La facciata è a salienti, rivolta verso occidente, e mostra una commistione di stili: il gotico nelle guglie e nel rosone, il lombardesco del primo Rinascimento veneziano negli archetti della parte inferiore e nelle finestre a tutto sesto nelle pareti laterali.
Il portale ligneo, a cui si accede salendo alcuni gradini, è sovrastato da una lunetta, mentre nelle due nicchie sono collocate le statue dei protettori di Locara, San Giovanni Battista e San Valentino.
La facciata assomiglia molto ad altre progettate da don Gottardi, cosa che fa pensare che il Marchioro imitò quanto previsto nel primo progetto per la nuova chiesa.

### Interno
La chiesa è a navata unica e ricorda il Duomo di San Bonifacio con il suo stile neoclassico che si rifà all’architettura del Palladio.
Sul soffitto vi è il dipinto rappresentante il Martirio di San Giovanni Battista, opera delle pittrici arcolesi Antonella Burato e Anna Elisa Sartori del 2013. Inaugurata il 9 febbraio 2014, sostituisce un affresco dello stesso soggetto dipinto nel 1927 da Felice Lovato, originario di Castelnovo Vicentino come l’amico architetto Marchioro, perduto nel 1968 causa le infiltrazioni d’acqua dal tetto. Tra l’altro l’opera era rimasta incompiuta a causa della morte prematura del Lovato, tanto che fu completata dal nipote Giuseppe.

#### Gli altari laterali
Sono due le cappelle per lato, mentre una trabeazione classica è sostenuta da colonne composite alternate a lesene e si sviluppa per tutto il perimetro dell’edificio.
I quattro altari laterali provengono tutti dalla chiesa settecentesca. 
 
Il primo a sinistra, con colonne corinzie a sostenere un arco spezzato, contiene una pala dedicata alla Natività di San Giovanni Battista, mentre ai lati sono presenti le statue di Sant'Antonio Abate e di una santa di non facile attribuzione. 
Il secondo altare a sinistra era l’altare maggiore della vecchia chiesa, in marmi policromi e con quattro colonne corinzie a sostenere un frontone elaborato. L’iscrizione ricorda che fu dedicato a San Giovanni Battista nel 1709 e la pala, datata 1715, raffigura la Natività di San Giovanni Battista.
Il primo altare sul lato destro, simile a quello che si trova di fronte, contiene una pala con ‘’Madonna col Bambino e due santi. Ai lati le statue di Sant'Antonio di Padova e San Giovanni Nepomuceno.
Il secondo altare a destra, datato 1734, sempre in marmi policromi, con fastigio sostenuto da due colonne marmoree, contiene una statua della Madonna col Bambino.

#### Il presbiterio e l’abside
Il presbiterio risulta rialzato di qualche gradino rispetto alla navata e vede presenti l’altare maggiore e ambone collocati in seguito all’adeguamento liturgico.

Esso è anticipato dall’arco trionfale su cui sono dipinti la Vergine Maria e l’Arcangelo Gabriele nel momento dell’Annunciazione.
Sopra il presbiterio vi è una cupola dipinta da Lovato, a tempera negli anni Venti del XX secolo e recentemente restaurata. Nei pennacchi sono raffigurati i Quattro Evangelisti mentre nella cupola vera e propria numerosi angeli che vanno verso la luce divina.
Nel presbiterio è presente anche il grande altare maggiore preconciliare, con angeli all’estremità e Crocifisso che sovrasta il tabernacolo. In alto, nell’abside, tra due finestre, l’affresco con il Cristo.

#### Organo
Nell’abside, dietro l’altare maggiore, trova posto l’organo, opera del 1959 della ditta di Remo Zarantonello da Cornedo Vicentino.

## Campanile e campane
Sul lato sinistro della vecchia chiesa, addossato alla zona presbiteriale, è presente un campanile di base rettangolare, con cella campanaria che presenta monofore a tutto sesto, una per lato, un tamburo a base ottagonale, su cui svetta una copertura conica con croce metallica al vertice.
Il concerto campanario collocato nella torre è composto da 5 campane in MIb3 montate alla veronese e suonabili solo automaticamente. Questi i dati del concerto:
1. MIb3 - diametro 1153 mm - peso 850 kg - Fusa nel 1879 da Cavadini di Verona
2. FA3 - diametro 1022 mm - peso 590 kg – Fusa nel 1879 da Cavadini di Verona
3. SOL3 – diametro 912 mm - peso 420 kg - Fusa nel 1879 da Cavadini di Verona
4. LAb3 - diametro 857 mm - peso 337 kg - Fusa nel 1928 da Cavadini di Verona
5. SIb3 - diametro 758 mm - peso 240 kg - Fusa nel 1879 da Cavadini di Verona[8].

Nel Diario di Luigi Gardoni, suonatore di campane di Verona nel XIX secolo, in data 15 maggio 1836 ricorda la fusione di 3 campane per Locara in FA3, concerto precedente a quello attualmente esistente